# Portabebés

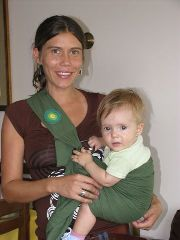
Portabebés.

El portabebés también llamado carga bebés, es una cesta de plástico u otro material, acolchada en su interior, que sirva para transportar a los niños pequeños. El origen de esta costumbre ancestral proviene de algunos pueblos de alrededor del mundo mendiante la cual acostumbran cargar a sus hijos sobre una manta amarrada a sus espaldas o en su pecho. A lo largo de la historia de la humanidad se han usado y han ido evolucionando. En la actualidad existen varias clases de portabebés, recogiendo los modelos más tradicionales como los q'epis, los fulares o los mei-tai, hasta las modernas mochilas, utilizadas incluso en senderismo de montaña.
Antes no existían automóviles para llevar a los bebés y eran las madres quienes se colgaban literalmente a sus crías para cruzar desiertos, montañas, selvas, trabajar en el campo, ir en busca de agua potable, etc.

## Beneficios

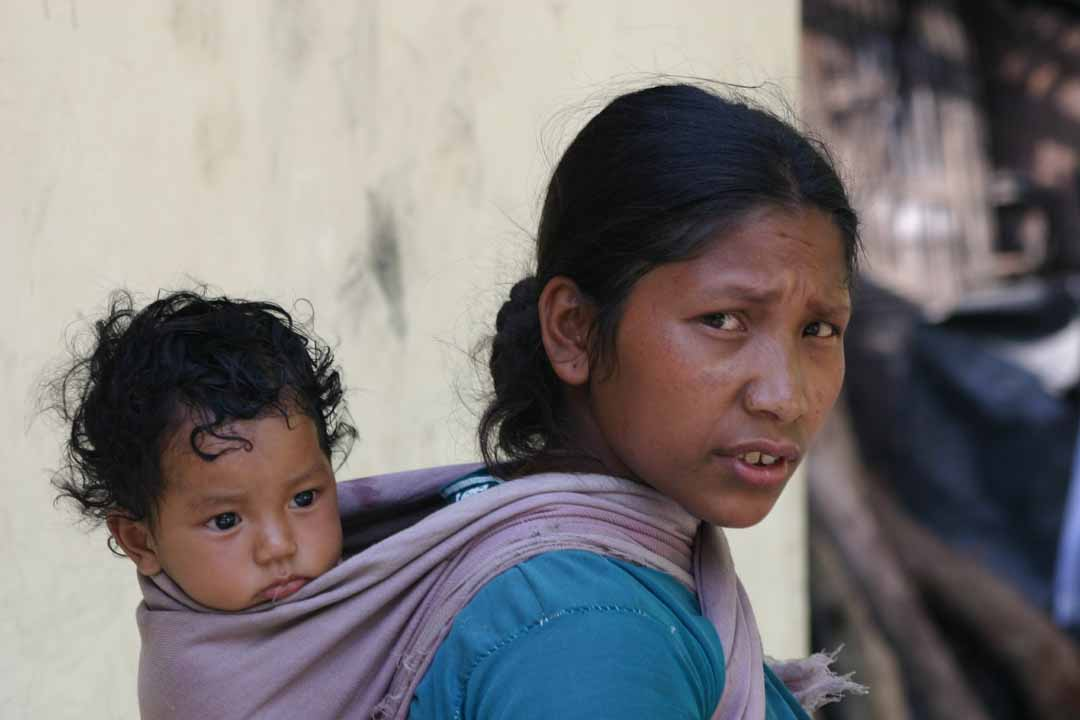
Portabebés en la India.

Desde el punto de vista psicológico, que el bebé esté en continuo contacto con la piel de un adulto, sentir la respiración, el olor, produce seguridad. Recordemos que para los bebés sólo lo conocido y familiar le resulta seguro, ante cualquier signo de algo desconocido le «salta» en el sistema nervioso la alarma de peligro, por eso lloran. No ven a la madre y lloran (recién a los 8 meses entienden que la madre sigue existiendo aunque no esté presente).
Es decir, los portabebés han sido una respuesta a la especial dependencia del ser humano durante la primera etapa de su infancia.
Respecto a la lactancia materna, los portabebés ayudan a que las madres sientan el olor del bebé por períodos prolongados, el contacto físico, etc., todas sensaciones que son necesarias para que se produzca la leche materna. 
Además brindan practicidad y confort. Se puede tener al bebé en brazos pero con las manos libres y así poder atender distintas tareas al mismo tiempo.
Existen distintas tiendas que ofrecen portabebés en todo el mundo. También hay moldes en internet si alguna persona quisiera confeccionarse uno propio. Lo delicado en este producto es la seguridad, por eso a veces la diferencia económica no es mucha por lo que es preferible obtener un producto confeccionado por personas dedicadas a eso.
Existen más tipos de portabebés usados durante siglos por diversas culturas y civilizaciones. Actualmente se conocen los q'epis, los fulares o foulars, los amautis, los bening, los mei tai y las mochilas o cargadores ergonómicos. Siempre es importante mirar la seguridad cuando se trata de llevar al bebé, aparte de tener que estar confeccionado con altos índices de resistencia y calidad en todos los materiales, su bebé debe ir colocado de manera segura. A un beso de distancia, sentado con las piernas abiertas las rodillas más arriba de la cola y sentado por encima del ombligo de quien lo lleva, también si la persona que lo lleva se agacha para recoger algo, el bebé no se debe despegar del cuerpo.

## Consejos para elegir un portabebés
Los bebés necesitan ser llevados en brazos, esto les proporciona una sensación de seguridad muy necesaria para fomentar un buen apego. Una manera muy efectiva de llevarlos encima, y tener los brazos liberados es utilizar una mochila porta-bebés.
Esperamos que los siguientes consejos puedan ayudarte a la hora de elegir un portabebés:
- A la hora de valorar un portabebés (bandoleras, mei tai, pouch, ect), son preferibles las que permiten llevar al bebé sentado con la espalda recta y la cara del bebé mirando hacia la cara del porteador. La postura M o de "ranita" ha sido tras varios estudios la adoptada por las principales marcas comerciales para preservar la comodidad de los bebés ante posibles problemas genitales.

- Posición de las piernas: es aconsejable que las piernas del bebé formen como mínimo un ángulo recto, esto se consigue con la posición sentado, erguidos, con las piernas abiertas y las rodillas flexionadas, bien hacia arriba. Esta posición es muy apropiada para evitar la displasia de cadera. No pienses que esta posición es difícil de conseguir, simplemente fíjate en la posición natural que adopta tu bebé cuando lo coges en brazos. Nunca fuerces las piernas de tu bebé para introducirlo en un portabebés. Es el portabebé el que se tiene que adaptar a la fisiología del bebé.

- Apoyo de la espalda del bebé: la espalda del bebé debe quedar apoyada en el porta-bebé. El portabebé debe ejercer la tensión necesaria para que la espalda del bebé no se encorve. Si el portabebe no recoge bien la espalda del bebé, mientras el bebé esté despierto, es posible que no notes nada, pero en cuanto se quede dormido, su espalda se encorvara y esto puede producir lesiones.

- Soporte de la cabeza: es importante que el portabebé tenga una zona con consistencia, donde el bebé pueda apoyar la cabeza Este detalle es importante sobre todo en bebés pequeños que todavía no sostienen bien el cuello o en bebés mayores que aunque sostienen bien la cabeza, cuando duermen necesitan una zona donde apoyar la cabeza. Para mochilas portabebés bien diseñadas, el cabecero proporciona estabilidad a ambos lados de la cabeza del bebe, evitando que la cabeza caiga hacia atrás o lateralmente.

- Evolución de la mochila: el diseño de la mochila debe estar pensado para evolucionar con el crecimiento del bebé. Hay mochilas que sélo permiten la posición frontal y no en la espalda. Para bebés a partir de 10/12 kg puede ser interesante poder usarla a la espalda, para no cansarse por el peso. También hay mochilas (pouch) que requieren de talla, es decir, no usa la misma talla una persona grande que pequeña, la mochila debe elegirse en función de la talla. Los bebés crecen muy rápido. La mayoría de las mochilas están pensadas para bebés entre 3 y 9 meses. Es mejor elegir una mochila que pueda crecer con tu bebé.

- Apoyo sobre los hombros del porteador o padre/madre canguro: los porta-bebés que soportan el peso del bebé en los dos hombros son mejores para evitar problemas de espalda. También es importante que las tiras que soportan el peso tengan un gran acolchado, de esta manera no se clavan en los hombros. Los portabebes que soportan el peso del bebé sobre un solo hombro (bandoleras y pouch) frecuentemente empeoran los problemas de espalda (como escoliosis) que muchas personas sufren. Si te decides por un portabebe que soporta el peso en un solo hombro, ten presente los consejos sobre el peso máximo que aconsejan.

- Transpiración, evita las mochilas que utilizan materiales sintéticos que impiden que tu bebé pueda transpirar, sobre todo si lo vas a utilizar en zonas cálidas o en verano.